# Sumpfsee

Der Sumpfsee ist ein im Südwesten der Stadt Güstrow gelegener See in Mecklenburg-Vorpommern. Er ist zirka 2,7 Kilometer lang und im nordöstlichen Teil zirka 560 Meter, im südwestlichen 280 Meter breit. 

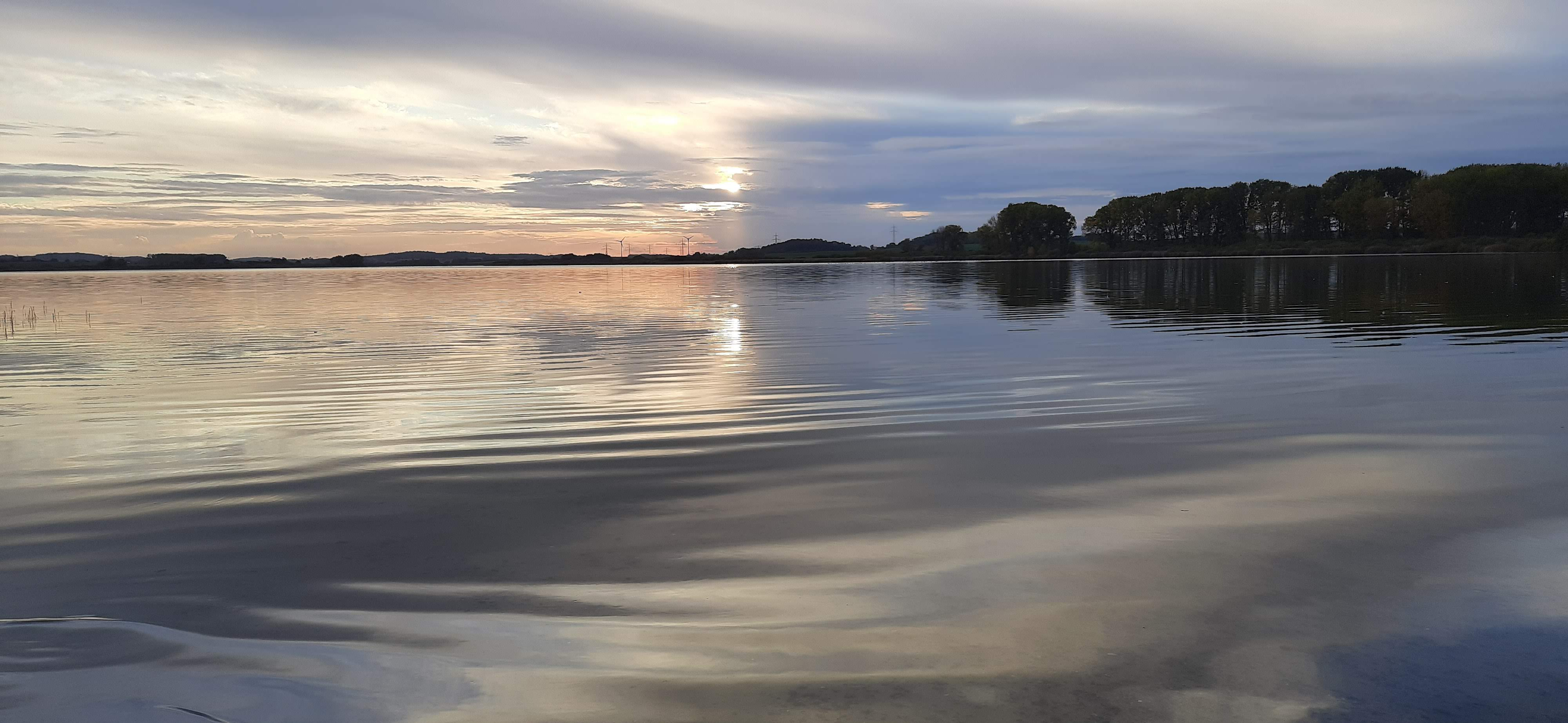
Herbstabend am Sumpfsee

Am Südostufer grenzt der See an den Ort Gutow. Der Sumpfsee ist ein Rinnensee und entstand während der letzten Eiszeit (Weichseleiszeit) aus einer ehemaligen Schmelzwasserrinne, die sich nach dem Rückgang des Eises dauerhaft mit Wasser füllte. Zulauf erhält der See südlich aus Entwässerungsgräben der Dammkoppel, nördlich von Gutow und nördlich aus den Domwiesen. Im Norden hat das Gewässer eine Verbindung über den Pfaffenteich und den Stadtgraben von Güstrow zur Nebel.
Südlich des Sumpfsees befindet sich der teilweise wiedervernässte Gutower Polder mit einem Vogelbeobachtungsturm.
Zugänglich ist der See nur über die sich im Norden befindende ehemalige Badestelle.